# والری گرگیف
والری آبیسالوویچ گرگیف(انگلیسی: Valery Abisalovich Gergiev; روسی: Валерий Абисалович Гергиев؛ تلفظ روسی: [vɐˈlʲerʲɪj ɐbʲɪˈsaɫəvʲɪtɕ ˈɡʲɛrɡʲɪɪf]; آسی: Гергиты Абисалы фырт Валери؛ Gergity Abisaly Fyrt Valeri؛ متولد ۲ مارس ۱۹۵۳) هنرمند مردمی روسیه، رهبر ارکستر و اپرا مدیر «شرکت اوستیایی اورجین» است. 

او مدیر ارشد و مدیر هنری سالن نمایشی تئاتر مارینسکی و رهبر ارکستر ارشد ارکستر فیلارمونیک مونیخ و مدیر هنری جشنواره شب‌های سفید در سن پترزبورگ است.

وی همچنین برندهٔ جوایزی همچون نشان افتخار مسروپ ماشتوتس مقدس، نقاب زرین، نشان الکساندر نوسکی، لژیون دونور (افسر)، نشان دوستی، قهرمان کار از فدراسیون روسیه، و هنرمند مردمی روسیه شده‌است.

## نگارخانه

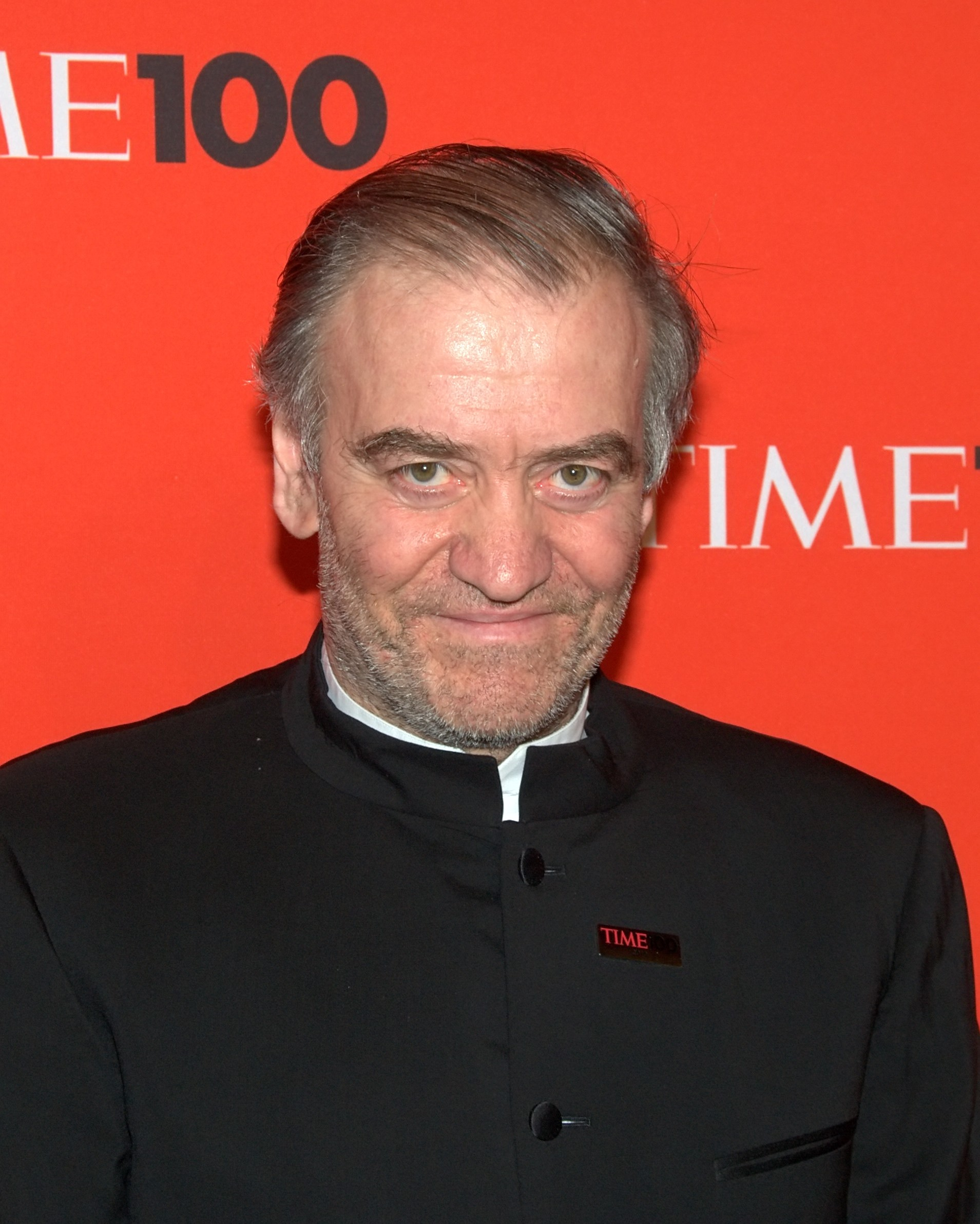
گرگیف در سال ۲۰۱۰، جشن تایم ۱۰۰